# 康健生
康健生（1918年—1990年），男，河南南乐人，中华人民共和国政治人物，曾任中共陕西省委组织部副部长，陕西省国防科技工业办公室主任，陕西省政协副主席，第七届全国人大代表。